# Đạ Huoai (xã)
Đạ Oai là một xã thuộc huyện Đạ Huoai, tỉnh Lâm Đồng, Việt Nam.

## Địa lý
Xã Đạ Oai có vị trí địa lý:
- Phía đông giáp xã Hà Lâm
- Phía tây giáp xã Đạ Kho và tỉnh Đồng Nai
- Phía nam giáp thị trấn Ma Đa Guôi và xã Ma Đa Guôi
- Phía bắc giáp xã Đạ Kho và xã Quảng Trị.

Xã Đạ Oai có diện tích 69,39 km², dân số năm 2022 là 5.908 người, mật độ dân số đạt 85 người/km².

## Lịch sử
Ngày 14 tháng 3 năm 1979, Hội đồng Chính phủ ban hành Quyết định số 116-CP về việc chuyển xã Đạ Oai thuộc huyện Bảo Lộc về huyện Đạ Huoai mới thành lập quản lý.
Ngày 6 tháng 6 năm 1986, Hội đồng Bộ trưởng ban hành Quyết định số 67-HĐBT về việc thành lập xã Đạ Tồn trên cơ sở 8.340 hécta đất và 967 nhân khẩu của xã Đạ Oai.
Sau khi điều chỉnh địa giới hành chính, xã Đạ Oai có 4.160 hécta đất và 3.277 nhân khẩu.
Ngày 21 tháng 1 năm 2020, HĐND tỉnh Lâm Đồng ban hành Nghị quyết số 166/NQ-HĐND về việc:
1. Xã Đạ Oai
- Sáp nhập Thôn 7 vào Thôn 6.

2. Xã Đạ Tồn
- Sáp nhập Thôn 2 vào Thôn 1.
- Đổi tên Thôn 4 thành Thôn 2.

Tính đến ngày 31 tháng 12 năm 2022, xã Đạ Oai có 6 thôn: 1, 2, 3, 4, 5, 6. Xã Đạ Tồn có 3 thôn: 1, 2, 3.
Ngày 24 tháng 10 năm 2024, Ủy ban Thường vụ Quốc hội ban hành Nghị quyết số 1245/NQ-UBTVQH15 về việc sắp xếp đơn vị hành chính cấp huyện, cấp xã của tỉnh Lâm Đồng giai đoạn 2023 – 2025 (nghị quyết có hiệu lực từ ngày 1 tháng 12 năm 2024). Theo đó, sáp nhập toàn bộ 45,12 km² diện tích tự nhiên và quy mô dân số là 1.660 người của xã Đạ Tồn vào xã Đạ Oai.
Xã Đạ Oai có 69,39 km² diện tích tự nhiên và quy mô dân số là 5.908 người.